# Wereldkampioenschap superbike van Assen 2003
Het wereldkampioenschap superbike van Assen 2003 was de tiende ronde van het wereldkampioenschap superbike en de negende ronde van het wereldkampioenschap Supersport 2003. De races werden verreden op 7 september 2003 op het TT-Circuit Assen nabij Assen, Nederland.
Neil Hodgson werd gekroond tot kampioen in de superbike-klasse met een tweede plaats in de eerste race van het weekend, wat genoeg was om zijn laatste concurrent Rubén Xaus voor te kunnen blijven.

## Superbike

### Race 1
| Pos | Nr  | Rijder              | Constructeur | Rondes | Tijd                | Grid | Punten |
| --- | --- | ------------------- | ------------ | ------ | ------------------- | ---- | ------ |
| 1   | 11  | Rubén Xaus          | Ducati       | 16     | 33:07.249           | 4    | 25     |
| 2   | 100 | Neil Hodgson        | Ducati       | 16     | +0.609              | 2    | 20     |
| 3   | 7   | Pierfrancesco Chili | Ducati       | 16     | +0.835              | 1    | 16     |
| 4   | 52  | James Toseland      | Ducati       | 16     | +1.062              | 7    | 13     |
| 5   | 9   | Chris Walker        | Ducati       | 16     | +14.737             | 8    | 11     |
| 6   | 4   | Troy Corser         | Petronas     | 16     | +22.981             | 11   | 10     |
| 7   | 90  | Leon Haslam         | Ducati       | 16     | +23.118             | 9    | 9      |
| 8   | 5   | Ivan Clementi       | Kawasaki     | 16     | +23.350             | 10   | 8      |
| 9   | 99  | Steve Martin        | Ducati       | 16     | +45.862             | 12   | 7      |
| 10  | 6   | Mauro Sanchini      | Kawasaki     | 16     | +54.164             | 15   | 6      |
| 11  | 39  | Alessandro Gramigni | Yamaha       | 16     | +1:05.147           | 17   | 5      |
| 12  | 19  | Lucio Pedercini     | Ducati       | 16     | +1:39.774           | 13   | 4      |
| 13  | 22  | Horst Saiger        | Yamaha       | 16     | +1:51.449           | 23   | 3      |
| 14  | 98  | Gianmaria Liverani  | Yamaha       | 16     | +1:51.917           | 28   | 2      |
| 15  | 23  | Jiří Mrkývka        | Ducati       | 16     | +1:52.416           | 25   | 1      |
| 16  | 41  | Robert Menzen       | Suzuki       | 15     | +1 ronde            | 29   |        |
| 17  | 42  | Paul Mooijman       | Suzuki       | 15     | +1 ronde            | 30   |        |
| DNF | 26  | Luca Pedersoli      | Ducati       | 9      | Uitgevallen         | 27   |        |
| DNF | 20  | Marco Borciani      | Ducati       | 8      | Uitgevallen         | 16   |        |
| DNF | 55  | Régis Laconi        | Ducati       | 8      | Uitgevallen         | 6    |        |
| DNF | 10  | Gregorio Lavilla    | Suzuki       | 4      | Ongeluk             | 3    |        |
| DNF | 61  | John Reynolds       | Suzuki       | 3      | Uitgevallen         | 5    |        |
| DNF | 91  | Walter Tortoroglio  | Honda        | 3      | Ongeluk             | 24   |        |
| DNF | 44  | Stefan Nebel        | Suzuki       | 3      | Ongeluk             | 20   |        |
| DNF | 33  | Juan Borja          | Ducati       | 1      | Uitgevallen         | 14   |        |
| DNF | 69  | Karl Truchsess      | Yamaha       | 1      | Uitgevallen         | 26   |        |
| DNF | 16  | Sergio Fuertes      | Suzuki       | 1      | Uitgevallen         | 21   |        |
| DNS | 8   | James Haydon        | Petronas     | 0      | Niet gestart        |      |        |
| DNS | 31  | Vittorio Iannuzzo   | Suzuki       | 0      | Niet gestart        |      |        |
| DNS | 48  | David García        | Ducati       | 0      | Niet gestart        |      |        |
| DNQ | 43  | Bertus Folkertsma   | Suzuki       | 0      | Niet gekwalificeerd |      |        |
| DNQ | 45  | Jan Greven          | Suzuki       | 0      | Niet gekwalificeerd |      |        |

### Race 2
| Pos | Nr  | Rijder              | Constructeur | Rondes | Tijd                | Grid | Punten |
| --- | --- | ------------------- | ------------ | ------ | ------------------- | ---- | ------ |
| 1   | 100 | Neil Hodgson        | Ducati       | 16     | 32:57.759           | 2    | 25     |
| 2   | 11  | Rubén Xaus          | Ducati       | 16     | +0.466              | 4    | 20     |
| 3   | 10  | Gregorio Lavilla    | Suzuki       | 16     | +7.799              | 3    | 16     |
| 4   | 55  | Régis Laconi        | Ducati       | 16     | +14.884             | 6    | 13     |
| 5   | 7   | Pierfrancesco Chili | Ducati       | 16     | +19.868             | 1    | 11     |
| 6   | 90  | Leon Haslam         | Ducati       | 16     | +27.997             | 9    | 10     |
| 7   | 5   | Ivan Clementi       | Kawasaki     | 16     | +39.006             | 10   | 9      |
| 8   | 9   | Chris Walker        | Ducati       | 16     | +41.568             | 8    | 8      |
| 9   | 4   | Troy Corser         | Petronas     | 16     | +43.155             | 11   | 7      |
| 10  | 61  | John Reynolds       | Suzuki       | 16     | +48.883             | 5    | 6      |
| 11  | 99  | Steve Martin        | Ducati       | 16     | +57.319             | 12   | 5      |
| 12  | 6   | Mauro Sanchini      | Kawasaki     | 16     | +1:06.208           | 15   | 4      |
| 13  | 20  | Marco Borciani      | Ducati       | 16     | +1:08.487           | 16   | 3      |
| 14  | 19  | Lucio Pedercini     | Ducati       | 16     | +1:15.103           | 13   | 2      |
| 15  | 39  | Alessandro Gramigni | Yamaha       | 16     | +1:27.128           | 17   | 1      |
| 16  | 33  | Juan Borja          | Ducati       | 16     | +1:40.984           | 14   |        |
| 17  | 44  | Stefan Nebel        | Suzuki       | 16     | +1:48.254           | 20   |        |
| 18  | 41  | Robert Menzen       | Suzuki       | 16     | +2:00.048           | 29   |        |
| 19  | 98  | Gianmaria Liverani  | Yamaha       | 16     | +2:03.548           | 28   |        |
| 20  | 69  | Karl Truchsess      | Yamaha       | 16     | +2:13.852           | 26   |        |
| 21  | 42  | Paul Mooijman       | Suzuki       | 15     | +1 ronde            | 30   |        |
| DNF | 52  | James Toseland      | Ducati       | 14     | Uitgevallen         | 7    |        |
| DNF | 26  | Luca Pedersoli      | Ducati       | 14     | Ongeluk             | 27   |        |
| DNF | 22  | Horst Saiger        | Yamaha       | 13     | Uitgevallen         | 23   |        |
| DNF | 16  | Sergio Fuertes      | Suzuki       | 6      | Uitgevallen         | 21   |        |
| DNF | 23  | Jiří Mrkývka        | Ducati       | 0      | Uitgevallen         | 25   |        |
| DNS | 91  | Walter Tortoroglio  | Honda        | 0      | Niet gestart        | 24   |        |
| DNS | 8   | James Haydon        | Petronas     | 0      | Niet gestart        |      |        |
| DNS | 31  | Vittorio Iannuzzo   | Suzuki       | 0      | Niet gestart        |      |        |
| DNS | 48  | David García        | Ducati       | 0      | Niet gestart        |      |        |
| DNQ | 43  | Bertus Folkertsma   | Suzuki       | 0      | Niet gekwalificeerd |      |        |
| DNQ | 45  | Jan Greven          | Suzuki       | 0      | Niet gekwalificeerd |      |        |

## Supersport
| Pos | Nr  | Rijder                   | Constructeur | Rondes | Tijd        | Grid | Punten |
| --- | --- | ------------------------ | ------------ | ------ | ----------- | ---- | ------ |
| 1   | 31  | Karl Muggeridge          | Honda        | 16     | 34:05.948   | 2    | 25     |
| 2   | 7   | Chris Vermeulen          | Honda        | 16     | +0.263      | 1    | 20     |
| 3   | 2   | Katsuaki Fujiwara        | Suzuki       | 16     | +3.959      | 5    | 16     |
| 4   | 3   | Stéphane Chambon         | Suzuki       | 16     | +4.129      | 6    | 13     |
| 5   | 116 | Sébastien Charpentier    | Honda        | 16     | +12.102     | 3    | 11     |
| 6   | 1   | Fabien Foret             | Kawasaki     | 16     | +19.060     | 16   | 10     |
| 7   | 8   | Jörg Teuchert            | Yamaha       | 16     | +30.220     | 21   | 9      |
| 8   | 69  | Gianluca Nannelli        | Yamaha       | 16     | +30.292     | 11   | 8      |
| 9   | 71  | Werner Daemen            | Honda        | 16     | +30.906     | 15   | 7      |
| 10  | 86  | Barry Veneman            | Honda        | 16     | +31.047     | 7    | 6      |
| 11  | 15  | Alessio Corradi          | Yamaha       | 16     | +31.203     | 9    | 5      |
| 12  | 30  | Michael Laverty          | Honda        | 16     | +31.231     | 22   | 4      |
| 13  | 28  | Dean Thomas              | Honda        | 16     | +31.376     | 20   | 3      |
| 14  | 94  | Jan Hanson               | Honda        | 16     | +31.430     | 17   | 2      |
| 15  | 18  | Robert Ulm               | Honda        | 16     | +31.700     | 13   | 1      |
| 16  | 93  | Christian Kellner        | Yamaha       | 16     | +41.624     | 12   |        |
| 17  | 77  | Thierry van den Bosch    | Yamaha       | 16     | +55.655     | 18   |        |
| 18  | 21  | Matthieu Lagrive         | Yamaha       | 16     | +58.430     | 19   |        |
| 19  | 34  | Didier Van Keymeulen     | Kawasaki     | 16     | +59.427     | 25   |        |
| 20  | 22  | Stefano Cruciani         | Kawasaki     | 16     | +1:05.306   | 24   |        |
| 21  | 42  | Shannon Johnson          | Honda        | 16     | +1:05.568   | 27   |        |
| 22  | 98  | Torleif Hartelman        | Yamaha       | 16     | +1:06.163   | 26   |        |
| 23  | 51  | Harry van Beek           | Yamaha       | 16     | +1:06.662   | 23   |        |
| 24  | 11  | Arno Visscher            | Kawasaki     | 16     | +1:48.514   | 30   |        |
| 25  | 99  | René Winkel              | Honda        | 16     | +2;17.433   | 29   |        |
| NC  | 67  | Michel van Kleef         | Honda        | 7      | +9 ronden   | 28   |        |
| DNF | 16  | Simone Sanna             | Yamaha       | 13     | Ongeluk     | 10   |        |
| DNF | 9   | Iain MacPherson          | Honda        | 8      | Ongeluk     | 8    |        |
| DNF | 4   | Jurgen van den Goorbergh | Yamaha       | 6      | Ongeluk     | 4    |        |
| DNF | 17  | Pere Riba                | Kawasaki     | 2      | Uitgevallen | 14   |        |

## Tussenstanden na wedstrijd

### Superbike
| Pos | Nr  | Rijder           | Team   | Punten |
| --- | --- | ---------------- | ------ | ------ |
| 1   | 100 | Neil Hodgson     | Ducati | 431    |
| 2   | 11  | Rubén Xaus       | Ducati | 291    |
| 3   | 52  | James Toseland   | Ducati | 240    |
| 4   | 55  | Régis Laconi     | Ducati | 221    |
| 5   | 10  | Gregorio Lavilla | Suzuki | 201    |

### Supersport
| Pos | Nr | Rijder                   | Team   | Punten |
| --- | -- | ------------------------ | ------ | ------ |
| 1   | 7  | Chris Vermeulen          | Honda  | 161    |
| 2   | 2  | Katsuaki Fujiwara        | Suzuki | 119    |
| 3   | 3  | Stéphane Chambon         | Suzuki | 113    |
| 4   | 4  | Jurgen van den Goorbergh | Yamaha | 104    |
| 5   | 31 | Karl Muggeridge          | Honda  | 84     |

1992 · 1993 · 1994 · 1995 · 1996 · 1997 · 1998 · 1999 · 2000 · 2001 · 2002 · 2003 · 2004 · 2005 · 2006 · 2007 · 2008 · 2009 · 2010 · 2011 · 2012 · 2013 · 2014 · 2015 · 2016 · 2017 · 2018 · 2019 · 2021 · 2022 · 2023 · 2024 · 2025